# Pete Gallego

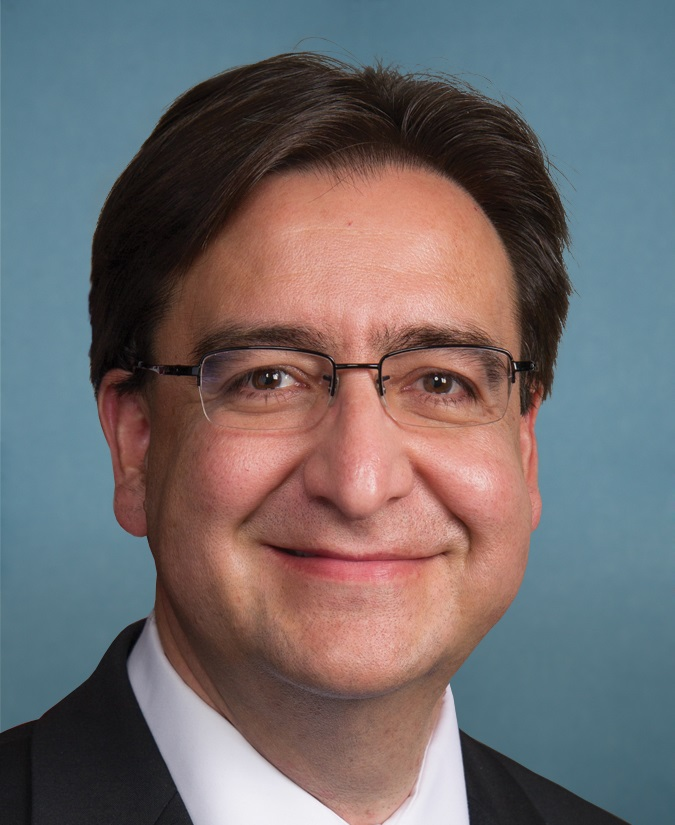
Pete P. Gallego (2013)

Pete Peña Gallego (* 2. Dezember 1961 in Alpine, Texas) ist ein US-amerikanischer Politiker. Von 2013 bis 2015 vertrat er den Bundesstaat Texas im US-Repräsentantenhaus.

## Werdegang
Pete Gallego besuchte bis 1982 die Sul Ross State University in seiner Heimatstadt Alpine. Nach einem anschließenden Jurastudium an der University of Texas in Austin und seiner 1985 erfolgten Zulassung als Rechtsanwalt begann er in diesem Beruf zu arbeiten. Zwischen 1986 und 1989 arbeitete er als Assistant Attorney General im Büro des Generalstaatsanwalts von Texas. Gleichzeitig schlug er als Mitglied der Demokratischen Partei eine politische Laufbahn ein. Zwischen 1991 und 2012 saß er im Repräsentantenhaus von Texas.
Bei den Kongresswahlen des Jahres 2012 wurde Gallego im 23. Wahlbezirk von Texas in das US-Repräsentantenhaus in Washington, D.C. gewählt, wo er am 3. Januar 2013 die Nachfolge des Republikaners Quico Canseco antrat, den er bei der Wahl geschlagen hatte. Dieser weigerte sich zunächst, das Ergebnis anzuerkennen, und sprach auch später noch von Wahlbetrug. Das offizielle Wahlergebnis sah Gallego mit 50 Prozent der Wählerstimmen deutlich vor Canseco, der auf 46 Prozent der Stimmen kam. Die Differenz betrug etwa 9200 Stimmen. Zwei Jahre später bewarb sich Gallego um die Wiederwahl, unterlag aber dem Republikaner Will Hurd.
Pete P. Gallego ist verheiratet und lebt privat in seinem Heimatort Alpine.